# Англије (Приморски Шарант)
Англије (фр. Angliers) насеље је и општина у западној Француској у региону Поату-Шарант, у департману Приморски Шарант која припада префектури Rochelle.
По подацима из 2011. године у општини је живело 823 становника, а густина насељености је износила 76,63 становника/km². Општина се простире на површини од 10,74 km². Налази се на средњој надморској висини од 6 метара (максималној 19 m, а минималној 1 m).

## Демографија
| 1962. | 1968. | 1975. | 1982. | 1990. | 1999. | 2011. |
| ----- | ----- | ----- | ----- | ----- | ----- | ----- |
| 195   | 199   | 195   | 272   | 310   | 364   | 823   |

График промене броја становника у току последњих година